# Гипотеза Тёплица

Пунктирная кривая проходит через вершины нескольких квадратов

Гипотеза Тёплица, также известная как гипотеза о вписанном квадрате — нерешённая проблема геометрии. Формулировка гипотезы:
На всякой замкнутой плоской жордановой кривой можно отыскать четыре точки, лежащие в вершинах квадрата.
Гипотеза Тёплица верна для выпуклых кривых, кусочно-гладких кривых и в других специальных случаях. Проблема была сформулирована Отто Тёплицем в 1911 году. Ранние положительные результаты были получены Арнольдом Эмчем и Львом Шнирельманом.
Для гладких кривых задача решена.

## Описание
Пусть C — кривая Жордана. Многоугольник P вписан в C , если все вершины P принадлежат C. Проблема вписанного квадрата заключается в следующем:
Можно ли на каждой кривой Жордана отыскать вписанный квадрат?
При этом не требуется, чтобы вершины квадрата находились в каком-либо определённом порядке.
Для некоторых кривых, например, для окружности и квадрата, можно указать бесконечно много вписанных квадратов. В тупоугольный треугольник можно вписать ровно один квадрат.
Вальтер Стромквист доказал, что в каждую локально монотонную простую плоскую кривую можно вписать квадрат. Доказательство применимо к кривым C, обладающим свойством локальной монотонности: для любой точки p, лежащей на C, существует такая окрестность U(p), что ни одна хорда C в этой окрестности не является параллельной заданному направлению n(p) (направлению оси ординат). К локально монотонным кривым относятся все выпуклые кривые и все кусочно-заданные непрерывно дифференцируемые кривые без точек возврата.
Утвердительный ответ также известен для центрально симметричных кривых.

## Варианты и обобщения
Известно, что для любого заданного треугольника T и жордановой кривой C существует треугольник, подобный T и вписанный в C. Более того, множество вершин таких треугольников является плотным в C. В частности, всегда существует вписанный равносторонний треугольник. Также в любую жорданову кривую можно вписать прямоугольник.
В некоторых обобщениях проблемы вписанного квадрата рассматриваются вписанные в кривые многоугольники. Существуют также обобщения для многомерных евклидовых пространств. Так, Стромквист доказал, что в любую непрерывную замкнутую кривую {\displaystyle C\in R^{n}}, удовлетворяющую «условию A», можно вписать четырёхугольник с равными сторонами и равными диагоналями; «условие A» заключается в том, что никакие две хорды C в соответствующей окрестности любой точки не должны быть перпендикулярными. Этот класс кривых включает все кривые C2. Нильсен и Райт доказали, что любой симметричный континуум {\displaystyle K\in R^{n}} содержит вписанные прямоугольники. Генрих Гуггенхаймер доказал, что любая гиперповерхность, C3-диффеоморфная сфере Sn−1, содержит 2n вершин правильного евклидова гиперкуба.

## Внешние ссылки
- Mark J. Nielsen, Figures Inscribed in Curves. A short tour of an old problem Архивная копия от 12 января 2015 на Wayback Machine
- Inscribed squares: Denne speaks Архивная копия от 22 декабря 2014 на Wayback Machine at Jordan Ellenberg's blog